# Jürgen Spitzmüller
Jürgen Spitzmüller (* 30 de març de 1973 a Kenzingen, Baden-Württemberg) és un lingüista alemany, professor catedràtic de lingüística aplicada a la Facultat d'Estudis Filològics i Culturals de la Universitat de Viena. Els seus principals interessos de recerca són la sociolingüística, la reflexió lingüística i les ideologies lingüístiques, la metapragmàtica, la lingüística de la tipografia i la lingüística del discurs.

## Vida i estudis
Del 1994 al 2000, va estudiar germanística i història a la Universitat de Friburg i es va doctorar en germanística el 2004 amb una tesi sobre els anglicismes als mitjans alemanys titulada Metasprachdiskurse: Einstellungen zu Anglizismen und ihre wissenschaftliche Rezeption. Del 2003 al 2007 va treballar com a assistent i del 2007 al 2015 com a assistent sènior al Departament d'Alemany de la Universitat de Zúric. L'any 2013 es va habilitar amb una tesi sobre sociolingüística del disseny tipogràfic a la Facultat de Filosofia de la Universitat de Zuric, va rebre la Venia Legendi de lingüística alemanya i va ser nomenat Privatdozent. El 2015, va esdevenir professor de Lingüística Aplicada a l'Institut de Lingüística de la Universitat de Viena, succeint Ruth Wodak.
Spitzmüller va ser professor convidat a les Universitats d'Hamburg (2012) i Viena (2014) i a la Universitat Politècnica de Pere el Gran de Sant Petersburg (2019), i també va ser professor convidat a la Universitat Gakushūin de Tòquio (2007) i a la Universitat Carolina de Praga (2019).

## Publicacions (selecció)
Com a autor
- Metasprachdiskurse: Einstellungen zu Anglizismen und ihre wissenschaftliche Rezeption. Walter de Gruyter, Berlin/New York 2005, ISBN 978-3-11018-458-7. (Dissertation, Universität Freiburg, 2004)
- amb Ingo H. Warnke: Diskurslinguistik: Eine Einführung in die transtextuelle Sprachanalyse. Walter de Gruyter, Berlin/Boston 2011, ISBN 978-3-11022-996-7.
- Graphische Variation als soziale Praxis: Eine soziolinguistische Theorie skripturaler 'Sichtbarkeit'. Walter de Gruyter, Berlin/Boston 2013, ISBN 978-3-11033-424-1. (Habilitationsschrift, Universität Zürich, 2013)
- amb Reiner Keller, Achim Landwehr, Wolf-Andreas Liebert, Werner Schneider und Willy Viehöver: Diskurse untersuchen. Ein Gespräch zwischen den Disziplinen. Beltz Juventa, Weinheim/Basel 2020, ISBN 978-3-7799-6145-1.
- Soziolinguistik: Eine Einführung. J.B. Metzler, Heidelberg 2022, ISBN 978-3-476-05860-7.

Com a editor
- amb Kersten Sven Roth, Beate Leweling i Dagmar Frohning: Streitfall Sprache. Sprachkritik als angewandte Linguistik? Hempen-Verlag, Bremen 2002, ISBN 3-93410-621-8.
- amb Christa Dürscheid: Perspektiven der Jugendsprachforschung. Trends and Developments in Youth Language Research. Verlag Peter Lang, Frankfurt/M. 2006, ISBN 3-63-1537-34-4.
- amb Christa Dürscheid: Zwischentöne. Zur Sprache der Jugend in der Deutschschweiz. Verlag Neue Zürcher Zeitung, Zürich 2006, ISBN 3-03823-226-2.
- amb Kersten Sven Roth: Textdesign und Textwirkung in der massenmedialen Kommunikation. UVK, Konstanz 2007, ISBN 978-3-7445-1653-2.
- amb Ingo H. Warnke: Methoden der Diskurslinguistik. Sprachwissenschaftliche Zugänge zur transtextuellen Ebene. Walter de Gruyter, Berlin/New York 2008, ISBN 978-3-11-020041-6.
- amb Kersten Sven Roth, Birte Arendt i Jana Kiesendahl: Sprache, Universität, Öffentlichkeit. Festschrift für Jürgen Schiewe. Hempen-Verlag, Bremen 2015, ISBN 978-3-944312-25-5.
- amb Gerd Antos i Thomas Niehr: Handbuch Sprache im Urteil der Öffentlichkeit. Walter de Gruyter, Berlin/Boston 2019. ISBN 978-3-11-029577-1.
- amb Helmut Gruber i Rudolf de Cillia: Institutionelle und organisationale Kommunikation. Theorie, Methodologie, Empirie und Kritik. Gedenkschrift für Florian Menz. V & R unipress/Vienna University Press, Göttingen 2020. ISBN 978-3-8471-1125-2.